# Agathis (insecto)
Agathis es un género de himenópteros apócritos de los bracónidos. Algunas especies son usadas como controles biológicos contra polillas.
Contiene las siguientes especies:

## Especies seleccionadas
- Agathis anglica Marshall, 1885
- Agathis arida Tobias, 1963
- Agathis assimilis Kokujev, 1895
- Agathis asteris Fischer, 1966
- Agathis brevis Tobias, 1963
- Agathis breviseta Nees, 1812
- Agathis dimidiata Brullé, 1846
- Agathis festinata (Turner, 1918)
- Agathis gibbosa (Say, 1836)[3]
- Agathis stigmaterus (Cresson, 1865)